# Plysch
Plysch är ett slags långhårig sammet mjukare än schagg med uppskuren lugg liggande åt samma håll. Den kan vara av silke, bomull eller ylle.
Ibland kallas även trikåvävd velour för plysch.